# Championnat des moins de 20 ans de la zone B de l'Union des fédérations ouest-africaines de football
Ne doit pas être confondu avec Championnat des moins de 20 ans de la zone A de l'Union des fédérations ouest-africaines de football.
Le Championnat U-20 de la zone B de l'UFOA est une compétition sous-continental réunissant les sélections nationales des moins de 20ans de la zone B de l'Union des fédérations ouest-africaines de football. Les deux finalistes sont directement qualifiés pour la Coupe d'Afrique des nations de football des moins de 20 ans depuis l’édition 2020.

## Histoire
La première édition du tournoi a lieu du 6 décembre au 16 décembre 2018 au Togo et voit la victoire de l'Équipe du Sénégal des moins de 20 ans de football en tant qu’invitée.

## Équipe éligibles
- Côte d'Ivoire
- Bénin
- Burkina Faso
- Ghana
- Niger
- Nigeria
- Togo

## Palmarès
Le tableau suivant retrace pour chaque édition de la compétition, le palmarès du tournoi et la ville hôte.
| N° | Édition | Pays hôte     | Or            | Argent       | Bronze        | Quatrième     |
| -- | ------- | ------------- | ------------- | ------------ | ------------- | ------------- |
| 1  | 2018    | Togo          | Sénégal       | Nigeria      | Mali          | Niger         |
| 2  | 2020    | Bénin         | Ghana         | Burkina Faso | Côte d'Ivoire | Niger         |
| 3  | 2022    | Niger         | Nigeria       | Bénin        | Burkina Faso  | Côte d'Ivoire |
| 4  | 2023    | Côte d’Ivoire | Côte d'Ivoire | Burkina Faso | Bénin         | Togo          |
| 5  | 2024    | Togo          | Nigeria       | Ghana        | Côte d'Ivoire | Niger         |
| 6  | 2025    | Ghana         | Côte d'Ivoire | Nigeria      | Ghana         | Niger         |